# Mary Ward Privatgymnasium und Oberstufenrealgymnasium St. Pölten
Das Mary Ward Privatgymnasium und Oberstufenrealgymnasium St. Pölten ist ein Gymnasium und Oberstufenrealgymnasium in St. Pölten in Niederösterreich.

## Geschichte
Die Bezeichnung des Gymnasiums geht auf die englische Adlige Maria Ward zurück, die im 17. Jahrhundert Bildungseinrichtungen für junge Frauen und Mädchen gründete, doch zu ihren Lebzeiten noch keine päpstliche Bestätigung für den damit verbundenen weiblichen Orden ohne kirchliche Klausurverpflichtung erlangen konnte. Ihre Gefährtinnen und Nachfolgerinnen setzten jedoch ihr Werk über Jahrhunderte fort.
Im Jahr 1706 kamen Englische Fräulein aus München und Augsburg nach St. Pölten und eröffneten 1707 eine Tagesschule für Mädchen. 1711 wurde die Schule um eine Kostschule erweitert, indem ein Pensionat für adelige Fräulein angeboten wurde. Hierbei wurden von den Ständen in Niederösterreich mit einer Stiftung 6 Freiplätze ermöglicht. 1742 wurde die Schule dreiklassig geführt.
Mit der Maria Theresianischen Schulordnung wurde die Schule zu einer sogenannten Normalschule, der ein zweijähriger Kurs für Lehramtsanwärterinnen und ein dreimonatiger Kurs für Privatlehrerinnen angeschlossen wurde.

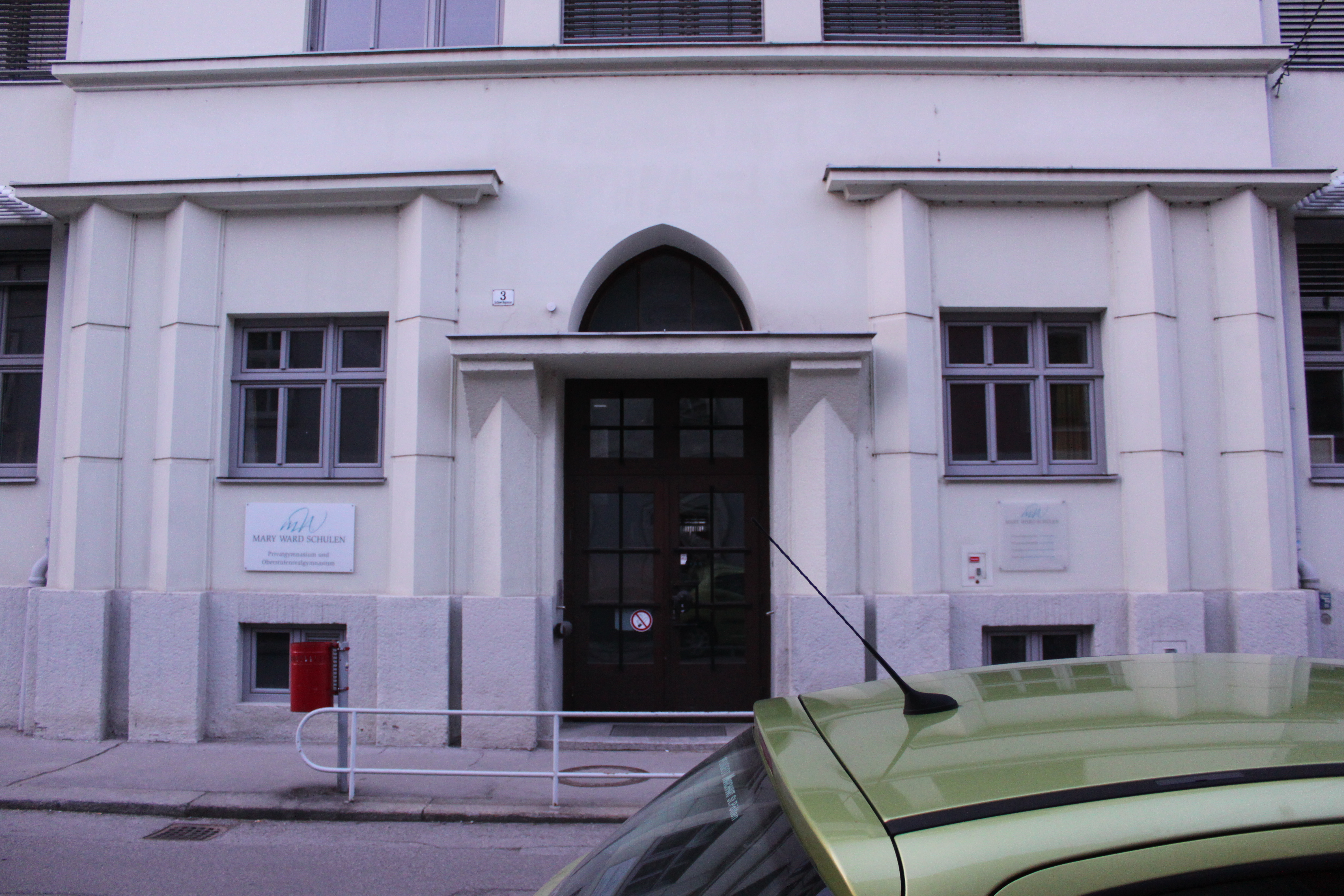
Eingangsportal mit über Eck gestellten Lisenen

1865 brachte das Reichsvolksschulgesetz neue Regelungen für die einzige Mädchenschule der Stadt. 1875 erhielt die Schule das Öffentlichkeitsrecht. Bald darauf wurde eine öffentliche Mädchenschule gegründet. 1880 erfolgte ein Erweiterungsbau für Klassenzimmer. 1894 wurde die Volksschule auf 6 Klassen erweitert. 1895 wurde die Pensionatsschule zur „Höheren-Töchter-Schule“ und wurde als fünfklassige Volksschule und dreiklassige Bürgerschule geführt und erhielt 1896 das Öffentlichkeitsrecht.
Im Jahr 1900 wurde der externen Volksschule ebenfalls eine Bürgerschule angeschlossen. Von 1908 bis 1911 erfolgte die Umstellung der Bürgerschule in ein sechsklassiges Mädchenlyzeum. Hier wurde die Trennung und Unterscheidung zwischen interner und externer Schule aufgegeben. Es gab nun eine Volksschule, eine Bürgerschule und ein Lyzeum, alle mit Öffentlichkeitsrecht.
1911 wurde eine zweiklassige Handelsschule für Mädchen eingerichtet. Diese Handelsschule war die erste Handelsschule für Mädchen in Niederösterreich und bestand bis 1980. 1921 wurde das Lyzeum zu einem Reform-Realgymnasium umgestellt und ausgebaut. 1923 wurde eine Haushaltungsschule eingerichtet, welche bis 2002 geführt wurde. 1927 wurde das Gymnasium in ein Realgymnasium und eine Frauenoberschule geteilt. 1929 bestand in der Schneckgasse neben dem Realgymnasium und der Frauenoberschule die Handelsschule, die Hauswirtschaftsschule und die Hauptschule.
1938 beim Anschluss Österreichs an Hitler-Deutschland wurden dem Institut der Englischen Fräulein die Schulen entzogen, teils geschlossen und teils als staatliche Schule weiter geführt. Die Schwestern durften nicht mehr unterrichten.
1945, nach dem Zweiten Weltkrieg, wurde die Enteignung der Englischen Fräulein rückgängig gemacht und die Schulen neu eingerichtet. Mit der Schulreform von 1962 wurde das Realgymnasium zum Wirtschaftskundlichen Realgymnasium. 1989 wurde daneben die Schulform Gymnasium begonnen, was sich organisatorisch sehr schwierig gestaltete, weshalb 1999 nur noch das Gymnasium mit einem Schwerpunkt auf den klassischen und modernen Sprachen weitergeführt wurde.
Das Gymnasium nutzt mit 20 Klassen das ganze Schulhaus in der Schneckgasse, während für die Volksschule und Hauptschule die ehemaligen Internatsräume adaptiert wurden.

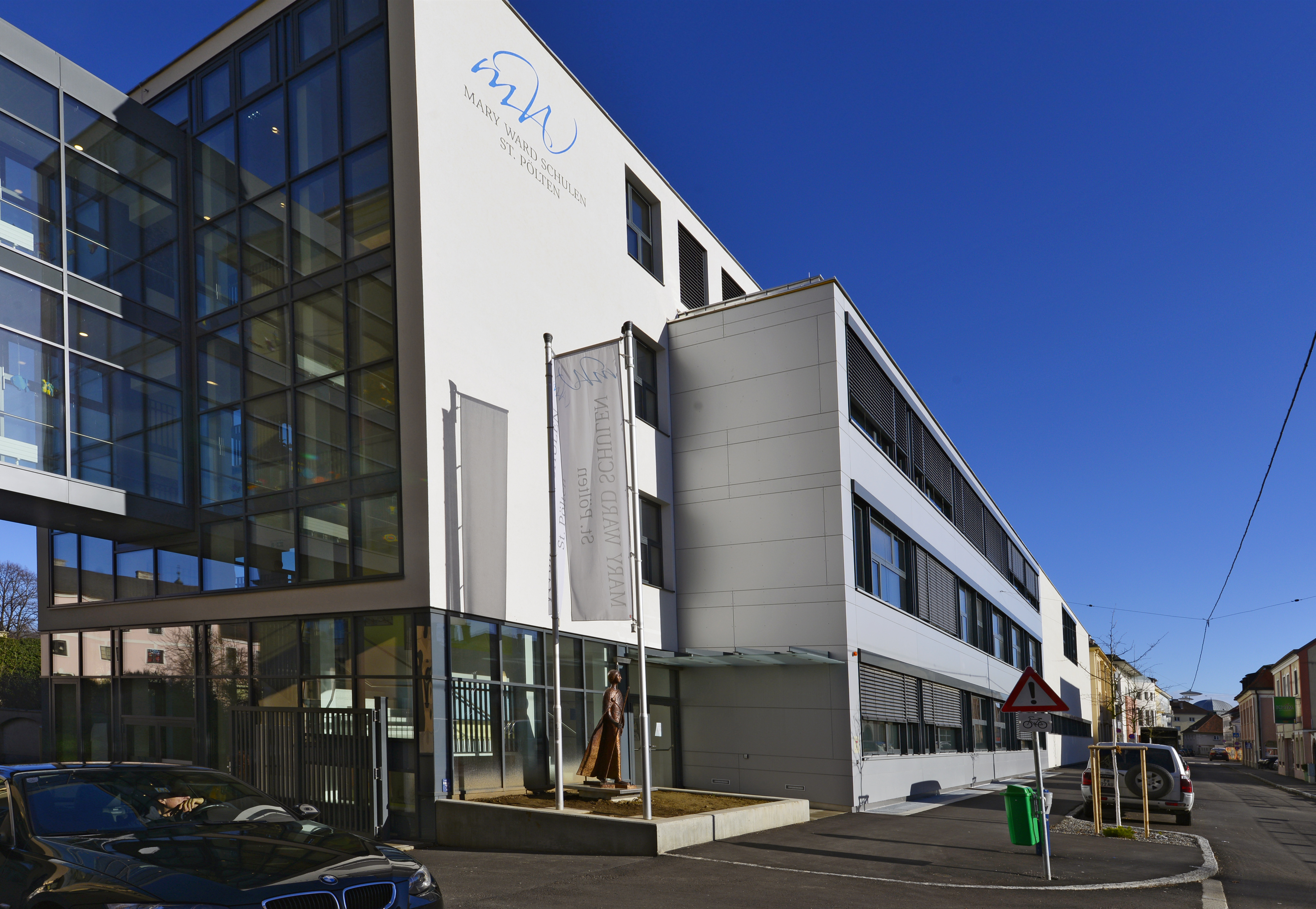
Neubau

Im Jahr 2000 übergab das Institut der Englischen Fräulein, seit 2003 Congregatio Jesu genannt, die Schulen an die Vereinigung von Ordensschulen Österreichs.

## Schulgebäude
Auf einem weitläufigen Areal in der südlichen Schneckgasse 3 zur nördlichen Linzer Straße 9 und 11 wurde von 1920 bis 1922 ein Schulgebäude nach den Plänen des Architekten Klemens Flossmann erbaut. Der Bau steht unter Denkmalschutz. Der viergeschoßige breit gelagerte Bau hat seichte Mittel- und Seitenrisalite und Sprossenfenster. Das Erdgeschoß zeigt über Eck gestellte Pilaster und ein Portal mit einer vorkragenden Verdachung.

## Leitung
- 1908–1930 Alexander Rossoll
- 1930–1934 Anton Sobota
- 1934–1937 Rudolf Suchanek
- 1937–1938 Adeline Mossler IBMV
- 1945–1955 Hedwig Krause IBMV
- 1955–1957 Theresia Roth IBMV
- 1957–1963 Hedwig Krause IBMV
- 1963–1978 Magda Fröhlich IBMV
- 1978–1983 Friedburga Lukaseder IBMV
- 1983–2007 Alfred Dunshirn
- 2007–2015 Charlotte Ennser
- ab 2015 Ulrike Pfiel

## Bekannte Lehrer
- Karl Schneck (1846–1926), Turnlehrer, Politiker und Feuerwehrpionier